# Broshuis

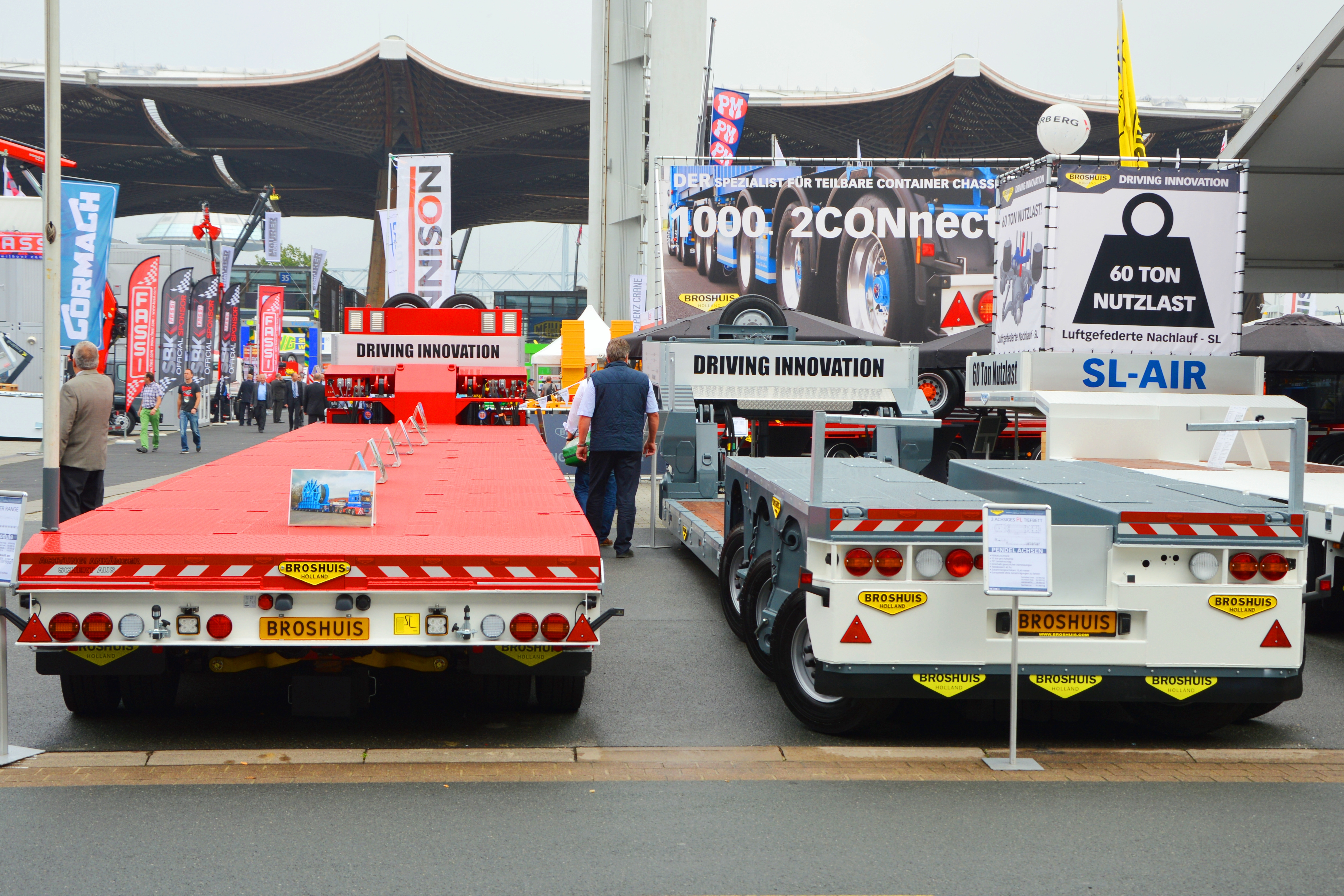
Broshuis Tieflader auf der IAA-Nutzfahrzeuge 2014

Broshuis ist ein niederländischer Hersteller von Fahrzeugen für Großraum- und Schwertransporte.  Das Unternehmen ist seit seiner Gründung 1885 in Familienbesitz.

## Geschichte

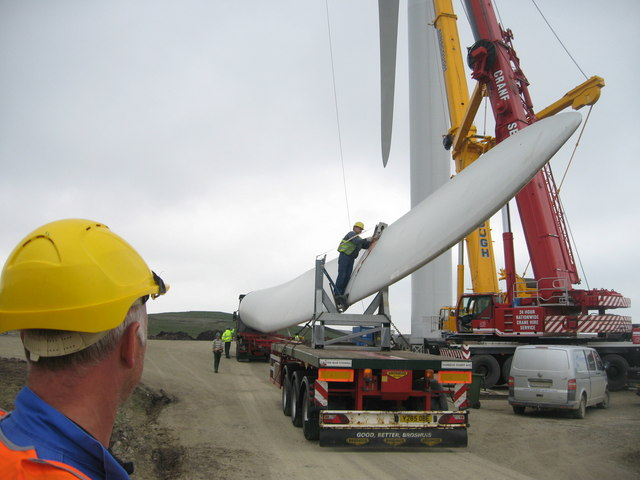
Broshuis Spezialfahrzeug für den Transport von Rotorblättern

Die Geschichte des Unternehmens begann 1885 in der nordholländischen Kleinstadt Muiden mit der Gründung einer Stellmacherei. In den folgenden vierzig Jahren wurden hölzerne Fuhrwerke und Kutschen gefertigt. Von 1926 bis 1929 erfolgte der Umbau von Pkw-Modellen des Ford T zu Lastkraftwagen, die eine Nutzlast von 1,50 t ermöglichten. 1929 wurde der erste Broshuis-Auflieger gefertigt.  Als 1958 der Bau des Amsterdamer Hilton-Hotels am Amstelkanal den Transport langer Rammpfähle durch die engen Gassen der Stadt erforderte, entwickelte Broshuis den ersten ausziehbaren Auflieger. 1965 konstruierte das Unternehmen den ersten ausziehbaren Satteltieflader der Welt. Es wurde jedoch versäumt, die Erfindung als Patent anzumelden, sodass dieser Fahrzeugtyp heute von allen Mitbewerbern angeboten wird.
1975 wechselte das Unternehmen seinen Standort und zog in die niederländische Gemeinde Kampen. Ein erster Großauftrag der niederländischen Streitkräfte zur Lieferung von Panzertransportfahrzeugen 1992 ermöglichte weiteres Wachstum. 1999 stellte das Unternehmen auf der IAA Nutzfahrzeuge in Hannover den ersten dreifach teleskopierbaren Auflieger (Triple trailer®) vor, zwei Jahre später konstruierte es den ersten dreifach ausziehbaren Satteltieflader. 2003 erhielt Broshuis einen weiteren Großauftrag der niederländischen Armee; im selben Jahr stellte es unter dem Namen 2CONnect® ein neuentwickeltes Containerchassis vor, das aus zwei unabhängigen Chassis für 20-ft-Container besteht, die zusammen als kombiniertes Fahrzeug für den Transport von zwei 20-ft-Containern oder einem 40-ft-Container geeignet sind. 2004 und 2009 erhielt das Werk weitere Großaufträge der britischen Streitkräfte und 2019 Großaufträge der US-Armee für die Lieferung von 170 Stück 8-Achs-Semitieflader mit Pendelachsen.

## Unternehmensstruktur
Broshuis B.V. ist eine niederländische Kapitalgesellschaft mit beschränkter Haftung. Seit seiner Gründung ist das Unternehmen ein Familienunternehmen.
Am Standort Kampen befindet sich die  Produktionsanlage auf einer Betriebsfläche von 100.000 m2. Insgesamt werden rund 400 Mitarbeiter beschäftigt.
Die Unternehmenspolitik zielt trotz steigender Produktionskosten – insbesondere Lohnkosten – auf ein Verbleiben in den Niederlanden und verzichtet auf eine Verlagerung der Produktion in ein Niedriglohnland. Pro Jahr werden rund 1000 Auflieger vermarktet. Damit gilt Broshuis nach eigener Aussage als einer der Marktführer der Branche.

## Produkte
Die Produktion des Unternehmens konzentriert sich auf Tieflader, Telesattel und Containerchassis. Wie andere Hersteller bietet Broshuis eine Vielzahl von Fahrzeugen für Schwertransporte an, wozu auch der Transport von Windkraftanlagen gehört. Darüber hinaus werden die hauseigenen Produkte vermietet.